# Pavel Roman
Pavel Roman (ur. 25 stycznia 1943 w Ołomuńcu, zm. 30 stycznia 1972 w Tennessee) – czechosłowacki łyżwiarz figurowy, startujący w parach sportowych, a następnie w parach tanecznych z siostrą Evą Romanovą. 4-krotny mistrz świata (1962–1965), dwukrotny mistrz Europy (1964, 1965) oraz mistrz Czechosłowacji (1959) w parach tanecznych.
Zginął tragicznie 30 stycznia 1972 roku w wypadku samochodowym w Tennessee w Stanach Zjednoczonych, pięć dni po swoich 29. urodzinach.

## Osiągnięcia
Z Evą Romanovą

### Pary taneczne
| Zawody                     | 1959           | 1960           | 1961           | 1962           | 1963           | 1964           | 1965           |                |                |                |                |                |                |                |                |                |                |
| Międzynarodowe             | Międzynarodowe | Międzynarodowe | Międzynarodowe | Międzynarodowe | Międzynarodowe | Międzynarodowe | Międzynarodowe | Międzynarodowe | Międzynarodowe | Międzynarodowe | Międzynarodowe | Międzynarodowe | Międzynarodowe | Międzynarodowe | Międzynarodowe | Międzynarodowe | Międzynarodowe |
| -------------------------- | -------------- | -------------- | -------------- | -------------- | -------------- | -------------- | -------------- | -------------- | -------------- | -------------- | -------------- | -------------- | -------------- | -------------- | -------------- | -------------- | -------------- |
| Mistrzostwa świata         |                |                |                | 1              | 1              | 1              | 1              |                |                |                |                |                |                |                |                |                |                |
| Mistrzostwa Europy         | 7              | 7              | 5              | 3              | 2              | 1              | 1              |                |                |                |                |                |                |                |                |                |                |
| Krajowe                    |                |                |                |                |                |                |                |                |                |                |                |                |                |                |                |                |                |
| Mistrzostwa Czechosłowacji | 1              |                |                |                |                |                |                |                |                |                |                |                |                |                |                |                |                |

### Pary sportowe
| Zawody                     | 1957           | 1958           | 1959           |                |                |                |                |                |                |                |                |                |                |                |                |                |                |
| Międzynarodowe             | Międzynarodowe | Międzynarodowe | Międzynarodowe | Międzynarodowe | Międzynarodowe | Międzynarodowe | Międzynarodowe | Międzynarodowe | Międzynarodowe | Międzynarodowe | Międzynarodowe | Międzynarodowe | Międzynarodowe | Międzynarodowe | Międzynarodowe | Międzynarodowe | Międzynarodowe |
| -------------------------- | -------------- | -------------- | -------------- | -------------- | -------------- | -------------- | -------------- | -------------- | -------------- | -------------- | -------------- | -------------- | -------------- | -------------- | -------------- | -------------- | -------------- |
| Mistrzostwa Europy         |                |                | 12             |                |                |                |                |                |                |                |                |                |                |                |                |                |                |
| Krajowe                    |                |                |                |                |                |                |                |                |                |                |                |                |                |                |                |                |                |
| Mistrzostwa Czechosłowacji | 3              | 2              | 2              |                |                |                |                |                |                |                |                |                |                |                |                |                |                |

## Nagrody i odznaczenia
- Światowa Galeria Sławy Łyżwiarstwa Figurowego – 2019[4]